# Río Lillas
Río Lillas är ett vattendrag i Spanien.   Det ligger i provinsen Provincia de Guadalajara och regionen Kastilien-La Mancha, i den centrala delen av landet, 100 km norr om huvudstaden Madrid.